# Plautdietsch
Plautdietsch – język tzw. ruskich mennonitów. Ponieważ, począwszy od końca XIX wieku, w związku ze wzrastającym militaryzmem rosyjskim musieli oni opuścić swoje wschodnie posiadłości, jego użytkownicy żyją dzisiaj w wielu krajach:
- Ameryka Łacińska: Paragwaj, Meksyk, Boliwia, Brazylia, Belize
- Europa i Azja Środkowa: Niemcy, Rosja, Kazachstan, Kirgistan, Ukraina
- Ameryka Północna: Kanada, Stany Zjednoczone

Posługuje się tym językiem w jakimś stopniu około 500 tys. osób na świecie. Wiele jednak z nich to osoby dwu-, trzy-, a nawet czterojęzyczne. W Ameryce Łacińskiej, ponieważ żyją w odciętych od świata wspólnotach, mówi tym językiem jako jedynym między 100 a 150 tys. osób. Język ten jest archaiczną odmianą języka dolnoniemieckiego z wpływami innych języków germańskich. Pod względem sytuacji socjolingwistycznej przypomina język pensylwański.

## Język czy dialekt
Język plautdietsch pochodzi bezpośrednio od wariantu dolnopruskiego języka dolnoniemieckiego i rodzi to wątpliwości, czy etnolekt ten może być uznany za samodzielny język, czy też tylko za jeden z dialektów dolnoniemieckich. Dodatkowo, biorąc pod uwagę fakt, że często dialekty północnych Niemiec zaliczane są do dialektów jednego języka, Plautdietsch można po prostu sklasyfikować jak języka niemieckiego.
Argumenty za dialektem języka dolnoniemieckiego:
- Plautdietsch jest głównie językiem mówionym;
- Wykazuje wiele podobieństw do innych dialektów dolnoniemieckich;
- Jest w dużym zakresie zrozumiały dla użytkowników języka niemieckiego;
- Jego gramatyka przypomina niemiecką.

Argumenty za odrębnym językiem:
- Zawiera wiele innowacji w zakresie fonetyki, których nie ma w żadnym innym niemieckim dialekcie;
- Mówi się nim w krajach nieniemieckojęzycznych;
- Zawiera wiele zapożyczeń z innych języków, dostosowanych do własnego systemu fonetycznego;
- Zawiera wiele wyrażeń idiomatycznych niezrozumiałych dla użytkowników języka niemieckiego;
- Po publikacji Biblii w tym języku (2003) nie jest już tylko językiem mówionym.

## Ojcze Nasz w tym języku
Vaterunser
Ons Voda em Himmel,
lot dien Nome jeheilicht woare;
lot dien Ritjdom kome;
lot dien Welle jedone woare,
uck hia oppe Ed, soo aus em Himmel;
jeff ons Dach fe Dach daut Broot, daut ons fehlt;
en vejeff ons onse Schult,
soo aus wie den vejewe, dee sich jeajen ons veschuldicht ha;
en brinj ons nich en Vesetjunk nenn,
oba rad ons von Beeset.
wiels die jehet daut Ritj,
en dee Krauft en dee Harlichtjeit
en Eewichtjeit.
Amen.